# Angela Cutrone
Pour les articles homonymes, voir Cutrone.
Angela Cutrone, née le 19 janvier 1969 à Saint-Léonard (Montréal), est une patineuse de vitesse sur piste courte canadienne, championne olympique en 1992.

## Palmarès
- Jeux olympiques d'hiver de 1992 à Albertville
  -  Médaille d'or en relais sur 3 000 m